# 16847 Санполоамошано
16847 Санполоамошано (16847 Sanpoloamosciano) — астероїд головного поясу, відкритий 8 грудня 1997 року.
Тіссеранів параметр щодо Юпітера — 3,348.